# Enrique López Belda
Enrique López Belda (1900-1936) va ser un militar espanyol.

## Biografia
Membre de l'arma d'infanteria, al juliol de 1936 es trobava destinat a Barcelona i ostentava el rang de capità. El matí del 19 de juliol de 1936 es va posar al capdavant d'una columna composta per soldats del Regiment d'Infanteria «Badajoz» i per voluntaris falangistes que va aconseguir superar les barricades des de la caserna del Bruc i arribar al centre urbà. López Belda va aconseguir assolir l'edifici de la Capitania general de la IV Divisió Orgànica. El general Francisco Llano de la Encomienda va tractar de transmetre-li diversos ordes a López Belda, però aquest es va negar a acatar-les. Va continuar resistint allí durant gairebé tot el dia fins que l'edifici va ser assaltat i López Belda va ser fet presoner al costat d'uns altres com el general Manuel Goded. Va ser traslladat al vaixell-presó Uruguay, on va quedar empresonat.
Posteriorment va ser jutjat en Consell de guerra, condemnat a mort i afusellat el 26 d'agost de 1936 als fossats del Castell de Montjuïc.